# 艾涅 (埃罗省)
艾涅（法語：Aigne，法語發音：[ɛɲ]）是法国埃罗省的一个市镇，属于贝济耶区。

## 地理
艾涅（43°19'56"N, 2°47'50"E）面积10.94 平方千米，位于法国奧克西塔尼大區埃罗省，该省份为法国南部沿海省份，南濒地中海，西南接奥德省，西北接塔恩省和阿韦龙省，东北与加尔省接壤。
与艾涅接壤的市镇（或旧市镇、城区）包括：马亚克、艾格维沃、阿济亚内、博福尔、拉科内特、米内尔沃、乌皮亚。

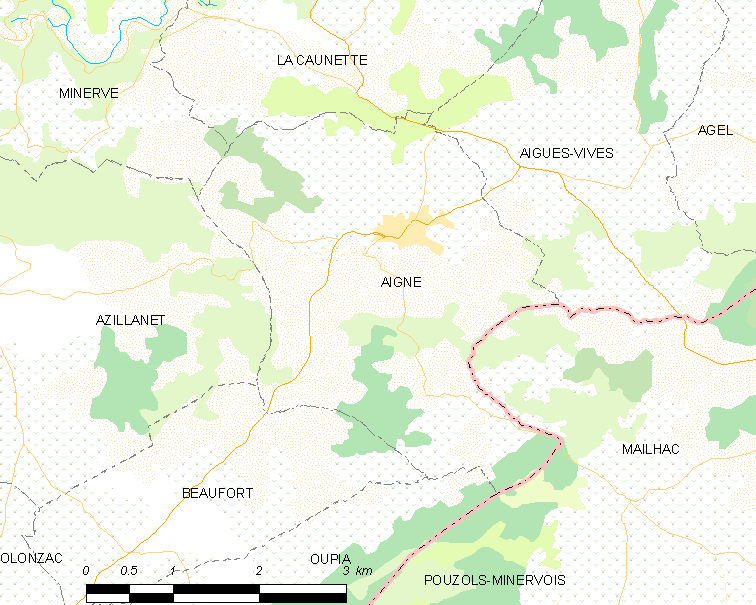
的OSM定位图

艾涅的时区为UTC+01:00、UTC+02:00（夏令时）。

## 行政
艾涅的邮政编码为34210，INSEE市镇编码为34006。

## 政治
艾涅所属的省级选区为圣庞斯德托米耶尔县。

## 人口

1962-2008年间人口变化图示

艾涅于2022年1月1日时的人口数量为294人。